# Montigny-lès-Vesoul
Pour les articles homonymes, voir Montigny.
Montigny-lès-Vesoul est une commune française située dans le département de la Haute-Saône, la région administrative Bourgogne-Franche-Comté.

## Géographie

### Localisation
Montigny-lès-Vesoul est un village de la région culturelle et historique de Franche-Comté situé à vol d'oiseau à 7 km à l'ouest de Vesoul, 44 km au nord de Besançon, 42 km au nord-est de Gray et 81 km de Dijon, 61 km au sud-est de Langres et 637 km au sud-ouest d'Épinal.
C'est à Montigny-lès-Vesoul que se trouve le centre de gravité de la Haute-Saône, c'est-à-dire le point le plus central dans le département.
La commune se trouve dans l'aire d'attraction de Vesoul, dans sa zone d'emploi et dans son bassin de vie.

### Communes limitrophes
Les communes limitrophes sont  Chariez, Grattery, Pontcey, Scye, Vaivre-et-Montoille et Vauchoux.

### Géologie et relief
Le territoire communal s'étend sur 6,47 km2, avec une altitude minimale de 212 mètres et une altitude maximale de 308 mètres.

### Hydrographie
La commune est drainée par le Durgeon, un affluent en rive gauche de la Saône et donc sous-affluent du Rhône.

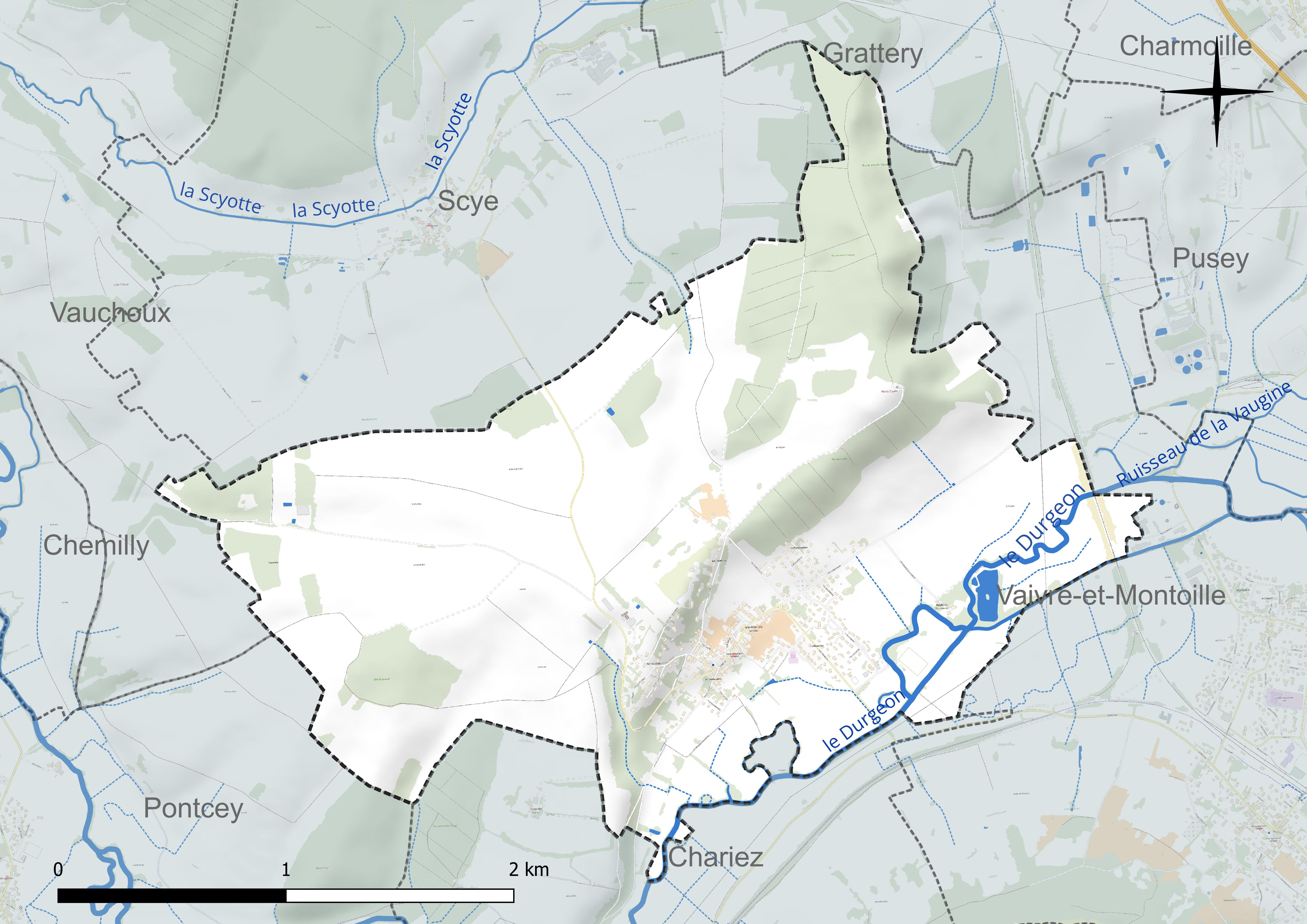
Carte hydrographique de la commune.

### Climat
Pour des articles plus généraux, voir Climat de la Bourgogne-Franche-Comté et Climat de la Haute-Saône.
En 2010, le climat de la commune est de type climat des marges montargnardes, selon une étude du Centre national de la recherche scientifique s'appuyant sur une série de données couvrant la période 1971-2000. En 2020, Météo-France publie une typologie des climats de la France métropolitaine dans laquelle la commune est exposée à un climat semi-continental et est dans la région climatique Lorraine, plateau de Langres, Morvan, caractérisée par un hiver rude (1,5 °C), des vents modérés et des brouillards fréquents en automne et hiver.
Pour la période 1971-2000, la température annuelle moyenne est de 10,5 °C, avec une amplitude thermique annuelle de 17,5 °C. Le cumul annuel moyen de précipitations est de 1 031 mm, avec 12,9 jours de précipitations en janvier et 9,3 jours en juillet. Pour la période 1991-2020, la température moyenne annuelle observée sur la station météorologique de Météo-France la plus proche, « Vesoul Ville », sur la commune de Vesoul à 6 km à vol d'oiseau, est de 11,5 °C et le cumul annuel moyen de précipitations est de 1 007,7 mm. 
La température maximale relevée sur cette station est de 40,5 °C, atteinte le 25 juillet 2019 ; la température minimale est de −22,2 °C, atteinte le 16 janvier 1966,,.
Les paramètres climatiques de la commune ont été estimés pour le milieu du siècle (2041-2070) selon différents scénarios d'émission de gaz à effet de serre à partir des nouvelles projections climatiques de référence DRIAS-2020. Ils sont consultables sur un site dédié publié par Météo-France en novembre 2022.

## Urbanisme

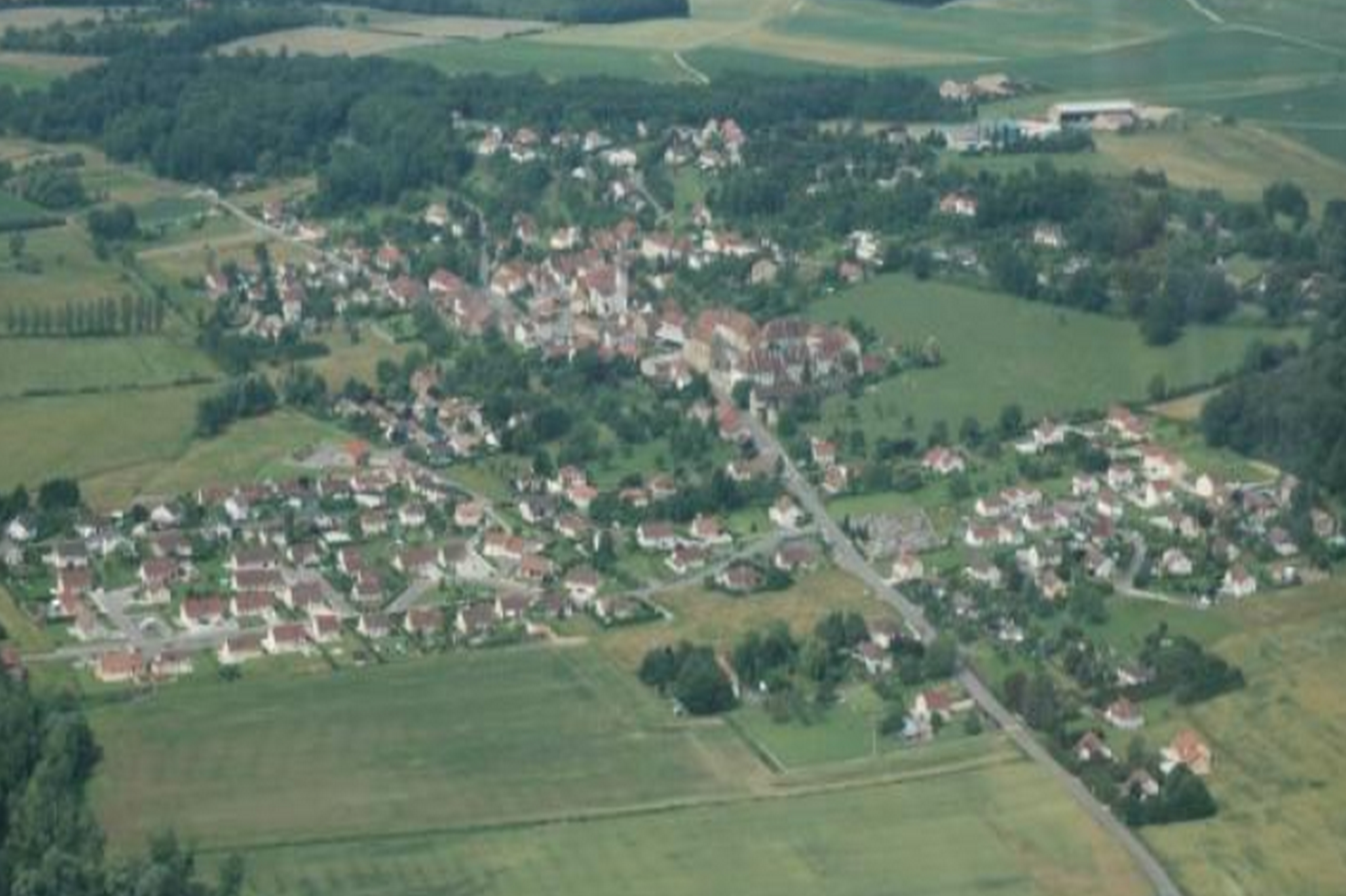
Photographie aérienne du village en 2019.

### Typologie
Au 1er janvier 2024, Montigny-lès-Vesoul est catégorisée commune rurale à habitat dispersé, selon la nouvelle grille communale de densité à sept niveaux définie par l'Insee en 2022.
Elle est située hors unité urbaine. Par ailleurs la commune fait partie de l'aire d'attraction de Vesoul, dont elle est une commune de la couronne,. Cette aire, qui regroupe 158 communes, est catégorisée dans les aires de 50 000 à moins de 200 000 habitants,.

### Occupation des sols

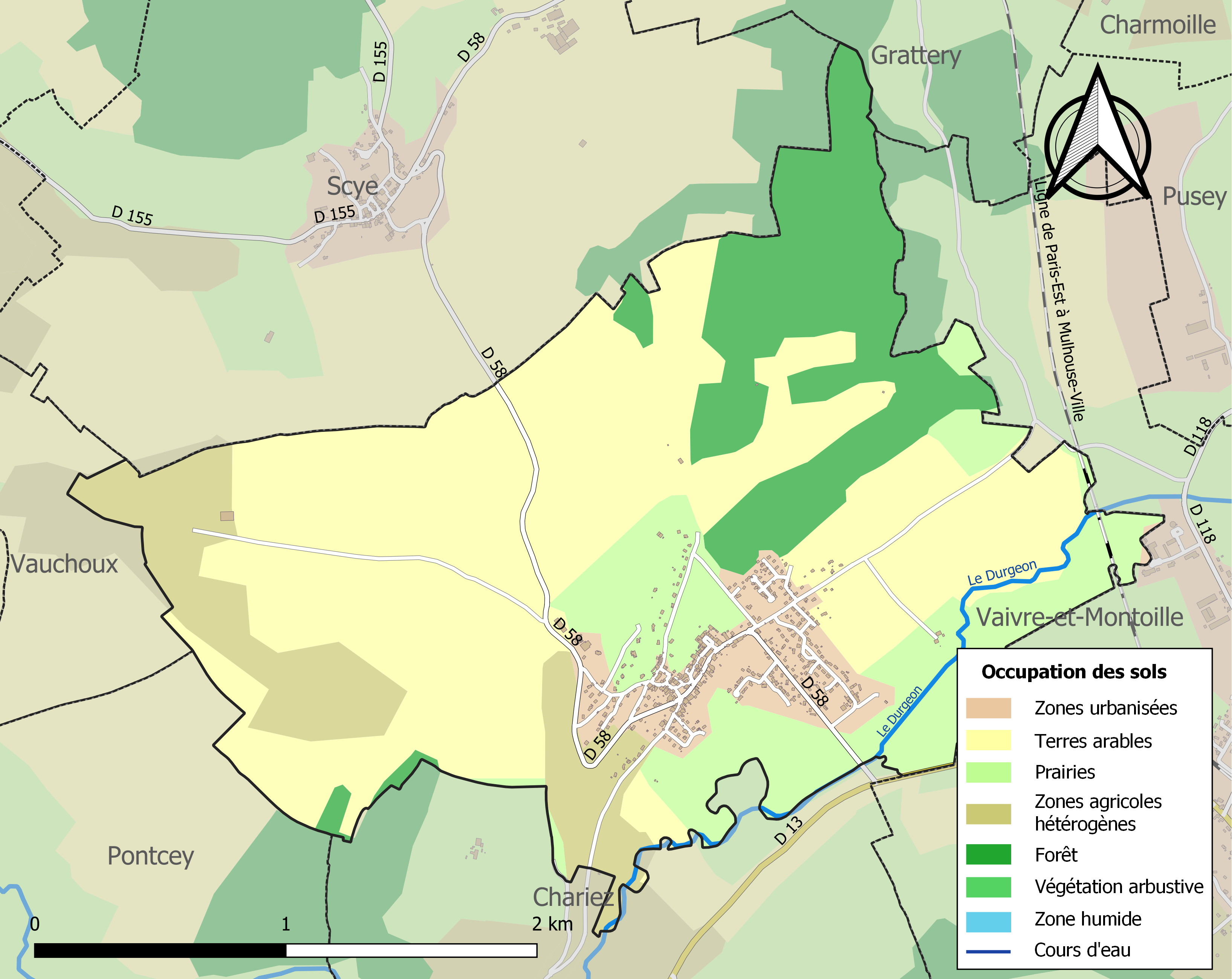
Carte des infrastructures et de l'occupation des sols de la commune en 2018 (CLC).

L'occupation des sols de la commune, telle qu'elle ressort de la base de données européenne d’occupation biophysique des sols Corine Land Cover (CLC), est marquée par l'importance des territoires agricoles (76,2 % en 2018), une proportion sensiblement équivalente à celle de 1990 (76,5 %).
La répartition détaillée en 2018 est la suivante : 
terres arables (48,7 %), forêts (16,7 %), prairies (16,4 %), zones agricoles hétérogènes (11,2 %), zones urbanisées (7,1 %).
L'évolution de l’occupation des sols de la commune et de ses infrastructures peut être observée sur les différentes représentations cartographiques du territoire : la carte de Cassini (XVIIIe siècle), la carte d'état-major (1820-1866) et les cartes ou photos aériennes de l'IGN pour la période actuelle (1950 à aujourd'hui).

### Habitat et logement
En 2021, le nombre total de logements dans la commune était de 301, alors qu'il était de 291 en 2016 et de 282 en 2011.
Parmi ces logements, 92,6 % étaient des résidences principales, 1 % des résidences secondaires et 6,4 % des logements vacants. Ces logements étaient pour 89,6 % d'entre eux des maisons individuelles et pour 10,4 % des appartements.
Le tableau ci-dessous présente la typologie des logements à Montigny-lès-Vesoul en 2021 en comparaison avec celle de la Haute-Saône et de la France entière. Une caractéristique marquante du parc de logements est ainsi la faible proportion des résidences secondaires et logements occasionnels (1 %) par rapport au département (6,2 %) et à la France entière (9,7 %).
| Typologie                                               | Montigny-lès-Vesoul | Haute-Saône | France entière |
| ------------------------------------------------------- | ------------------- | ----------- | -------------- |
| Résidences principales (en %)                           | 92,6                | 83,2        | 82,2           |
| Résidences secondaires et logements occasionnels (en %) | 1                   | 6,2         | 9,7            |
| Logements vacants (en %)                                | 6,4                 | 10,6        | 8,1            |

### Voies de communication et transports
La commune est tangentée par l'est par la Ligne de Paris-Est à Mulhouse-Ville, et la station de chemin de fer la plus proche est la gare de Vesoul, desservie : 
- par les trains TER Grand Est de la relation Paris-Est – Troyes – Culmont - Chalindrey – Vesoul – Belfort – Mulhouse-Ville.
- par des trains TER Bourgogne-Franche-Comté, qui effectuent des missions entre Vesoul et Belfort.

Les communes de la communauté d'agglomération de Vesoul sont desservies par son réseau de transports en commun VBus+.
Le terrain aménagé pour les avions le plus proche est l'aérodrome de Vesoul - Frotey.

## Politique et administration

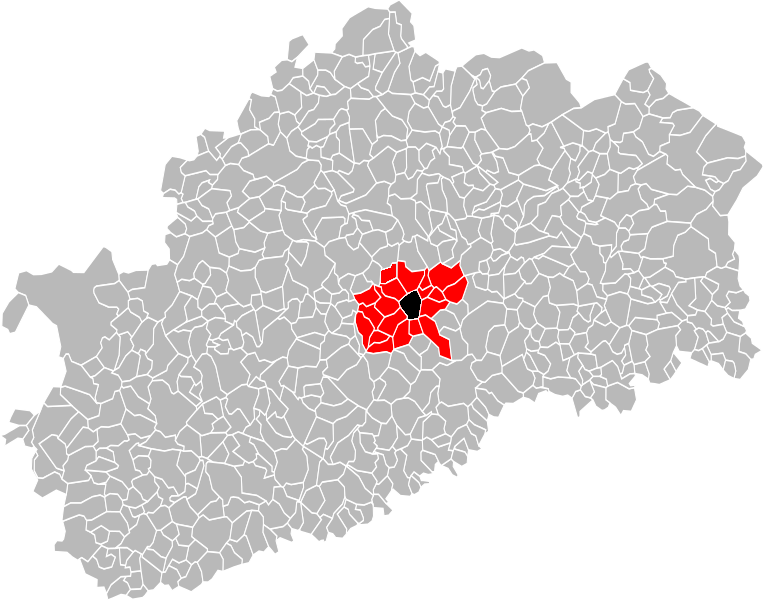
Carte départementale montrant en rouge les communes de la communauté d'agglomération de Vesoul.

### Rattachements administratifs et électoraux

#### Rattachements administratifs
La commune fait partie de l'arrondissement de Vesoul du département de la Haute-Saône, en région Bourgogne-Franche-Comté.
Elle faisait partie depuis 1793 du canton de Vesoul. Celui-ci est scindé en 1973 et la commune intègre le canton de Vesoul-Ouest. Dans le cadre du redécoupage cantonal de 2014 en France, cette circonscription administrative territoriale a disparu, et le canton n'est plus qu'une circonscription électorale.

#### Rattachements électoraux
Pour les élections départementales, la commune fait partie depuis 2014 du  canton de Vesoul-1.
Pour l'élection des députés, elle fait partie de la première circonscription de la Haute-Saône.

### Intercommunalité
La commune fait partie depuis 2003 de la communauté de communes de l'agglomération de Vesoul, un établissement public de coopération intercommunale (EPCI) à fiscalité propre auquel la commune a transféré un certain nombre de ses compétences, dans les conditions déterminées par le code général des collectivités territoriales. et qui est devenue en 2012 la communauté d'agglomération de Vesoul,
La communauté d'agglomération de Vesoul est elle-même membre du pays de Vesoul et du Val de Saône.

### Administration municipale
Compte tenu de la population de la commune, son conseil municipal est composé de 15 membres, y compris le maire et ses adjoints.

### Liste des maires
| Période                                  | Période                   | Identité            | Étiquette | Qualité                                     |
| ---------------------------------------- | ------------------------- | ------------------- | --------- | ------------------------------------------- |
| Les données manquantes sont à compléter. |                           |                     |           |                                             |
| 1959                                     | 1995                      | Maurice Gillot      |           | Agriculteur et syndicaliste agricole        |
| juin 1995                                | novembre 2011             | Michel Mourand      |           | Démissionnaire                              |
| janvier 2012                             | En cours (au 6 juin 2023) | Philippe Combrousse |           | Journaliste Réélu pour le mandat 2020-2026, |

## Équipements et services publics

### Santé
L'hôpital le plus proche de Montigny-lès-Vesoul est le Centre hospitalier intercommunal de la Haute-Saône (CHI) de Vesoul.

## Population et société

### Démographie
L'évolution du nombre d'habitants est connue à travers les recensements de la population effectués dans la commune depuis 1793. Pour les communes de moins de 10 000 habitants, une enquête de recensement portant sur toute la population est réalisée tous les cinq ans, les populations de référence des années intermédiaires étant quant à elles estimées par interpolation ou extrapolation. Pour la commune, le premier recensement exhaustif entrant dans le cadre du nouveau dispositif a été réalisé en 2005.

En 2022, la commune comptait 635 habitants, en évolution de −4,8 % par rapport à 2016 (Haute-Saône : −1,4 %, France hors Mayotte : +2,11 %).
| 1793 | 1800 | 1806 | 1821 | 1831 | 1836 | 1841 | 1846 | 1851 |
| ---- | ---- | ---- | ---- | ---- | ---- | ---- | ---- | ---- |
| 552  | 481  | 541  | 456  | 498  | 462  | 457  | 426  | 412  |

| 1856 | 1861 | 1866 | 1872 | 1876 | 1881 | 1886 | 1891 | 1896 |
| ---- | ---- | ---- | ---- | ---- | ---- | ---- | ---- | ---- |
| 381  | 380  | 382  | 334  | 339  | 313  | 293  | 281  | 261  |

| 1901 | 1906 | 1911 | 1921 | 1926 | 1931 | 1936 | 1946 | 1954 |
| ---- | ---- | ---- | ---- | ---- | ---- | ---- | ---- | ---- |
| 250  | 259  | 240  | 238  | 217  | 185  | 192  | 207  | 201  |

| 1962 | 1968 | 1975 | 1982 | 1990 | 1999 | 2005 | 2006 | 2010 |
| ---- | ---- | ---- | ---- | ---- | ---- | ---- | ---- | ---- |
| 204  | 252  | 365  | 459  | 496  | 538  | 622  | 626  | 658  |

| 2015 | 2020 | 2022 | - | - | - | - | - | - |
| ---- | ---- | ---- | - | - | - | - | - | - |
| 665  | 637  | 635  | - | - | - | - | - | - |

### Sports et loisirs
- Terrain de football.

## Culture locale et patrimoine

### Lieux et monuments
Montigny-lès-Vesoul compte trois monuments inscrits ou classés au titre des monuments historiques :
- Ancienne abbaye des « dames nobles »  Classée MH (1997)[24], et notamment la chapelle de l’abbaye, les anciennes maisons canoniales et la maison de l’abbesse[25]

- Croix devant l'église  Classée MH (1913 )[26] comprenant un bas-relief daté de 1592.
- Croix de chemin datée de 1622  Classée MH (1913)[27](au nord du village)

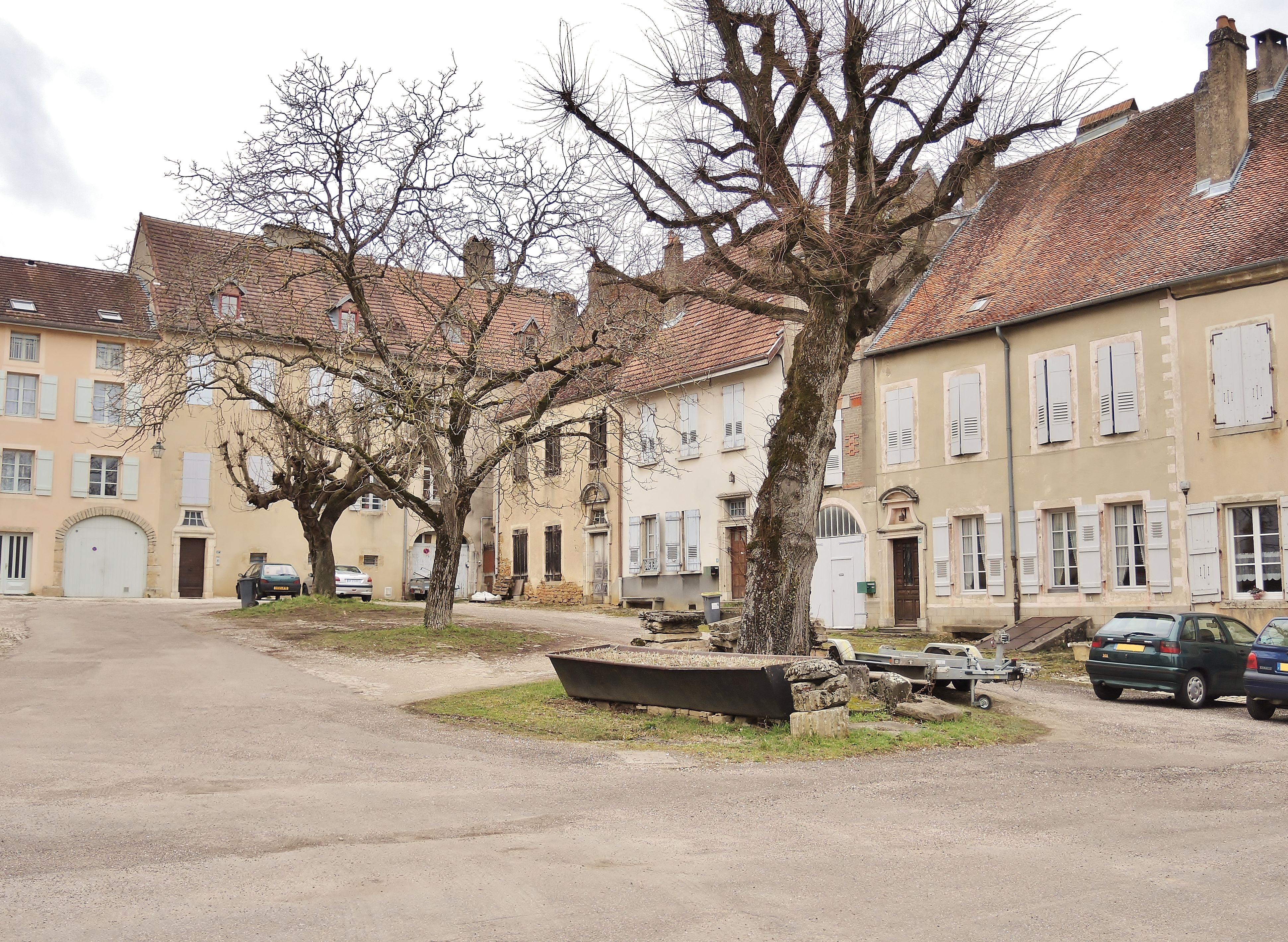
Cour et bâtiments de l'abbaye.
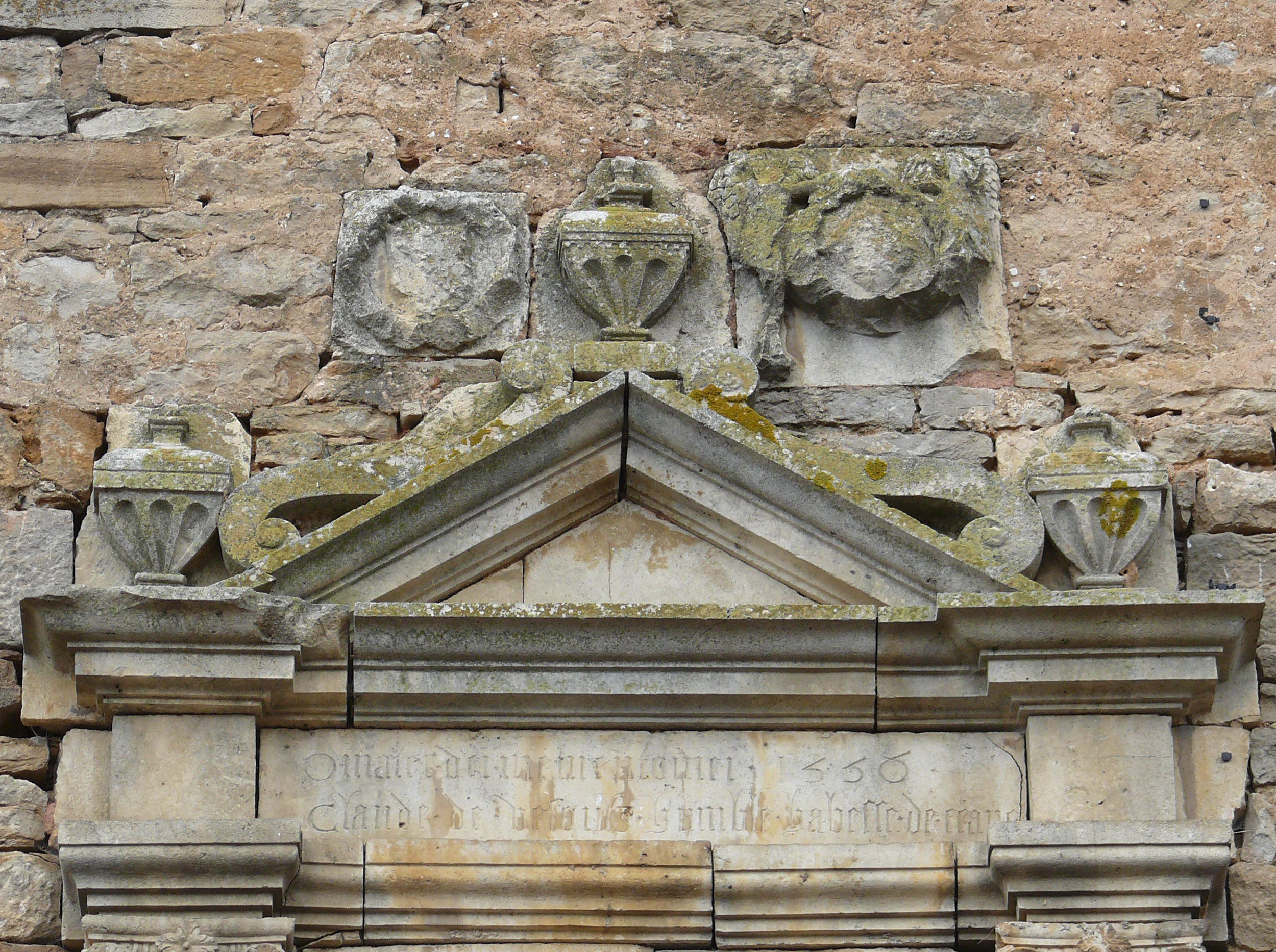
Fronton dédicacé de l'abbaye.
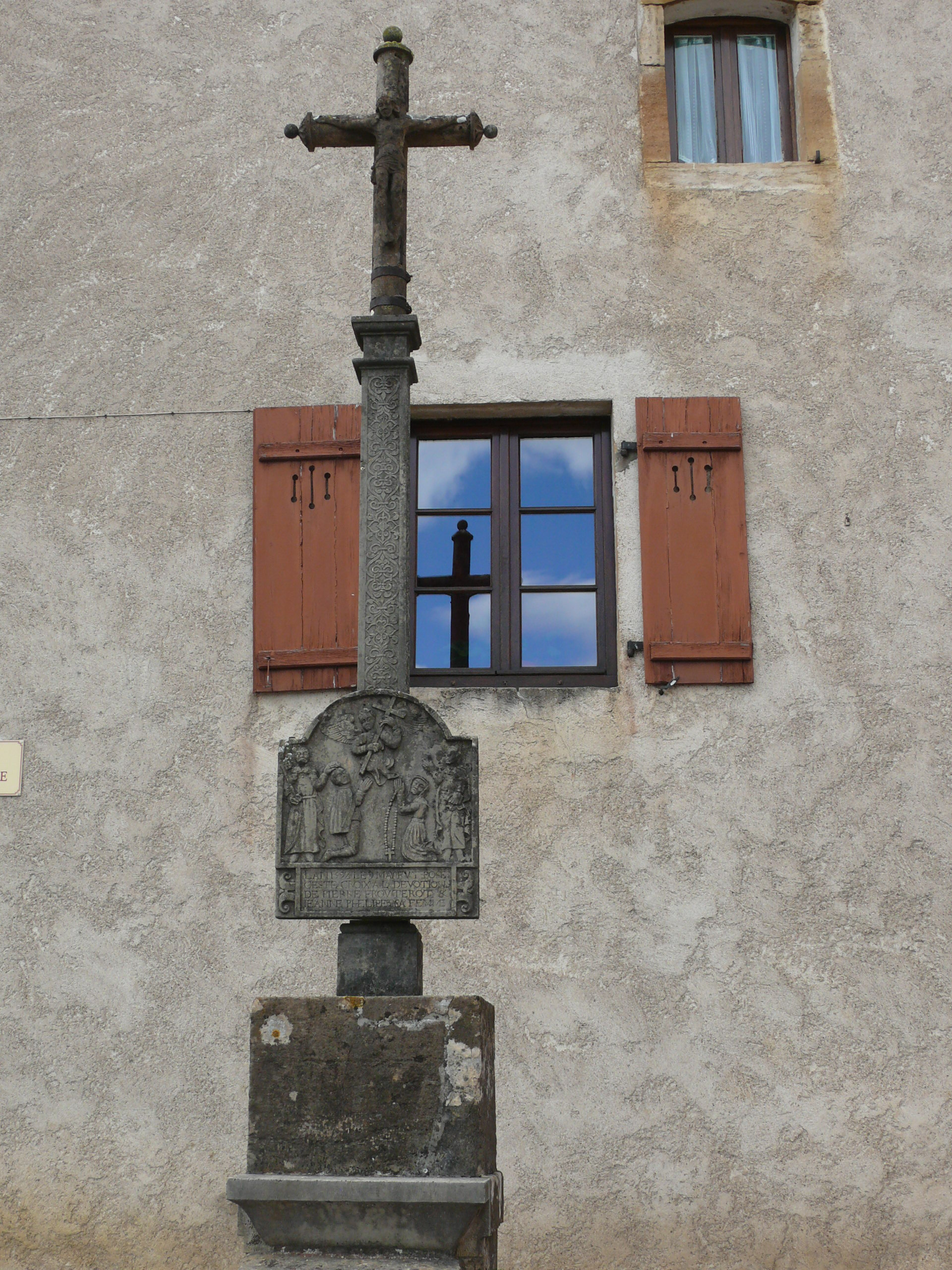
La croix devant l'église...
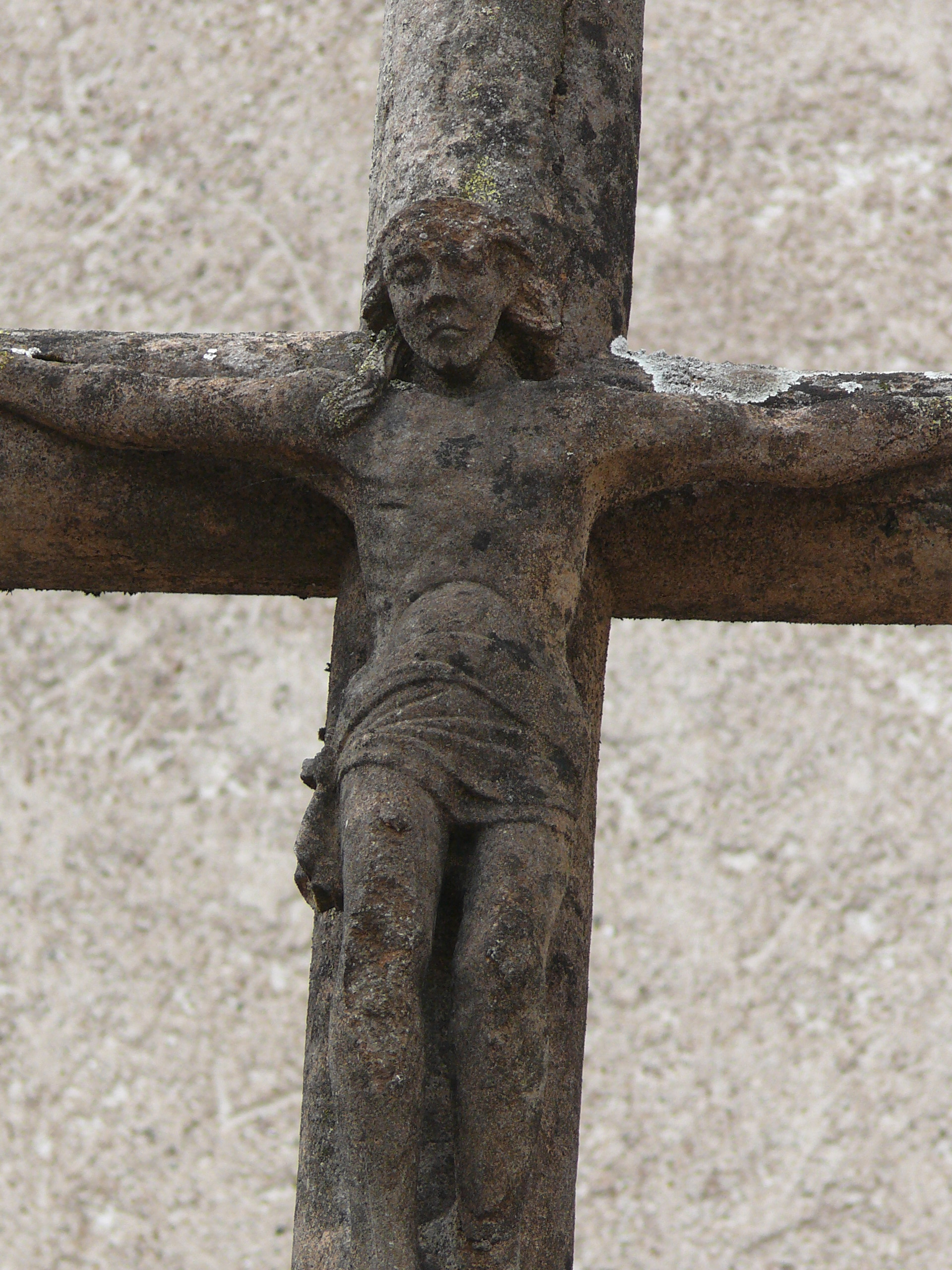
... Son christ...
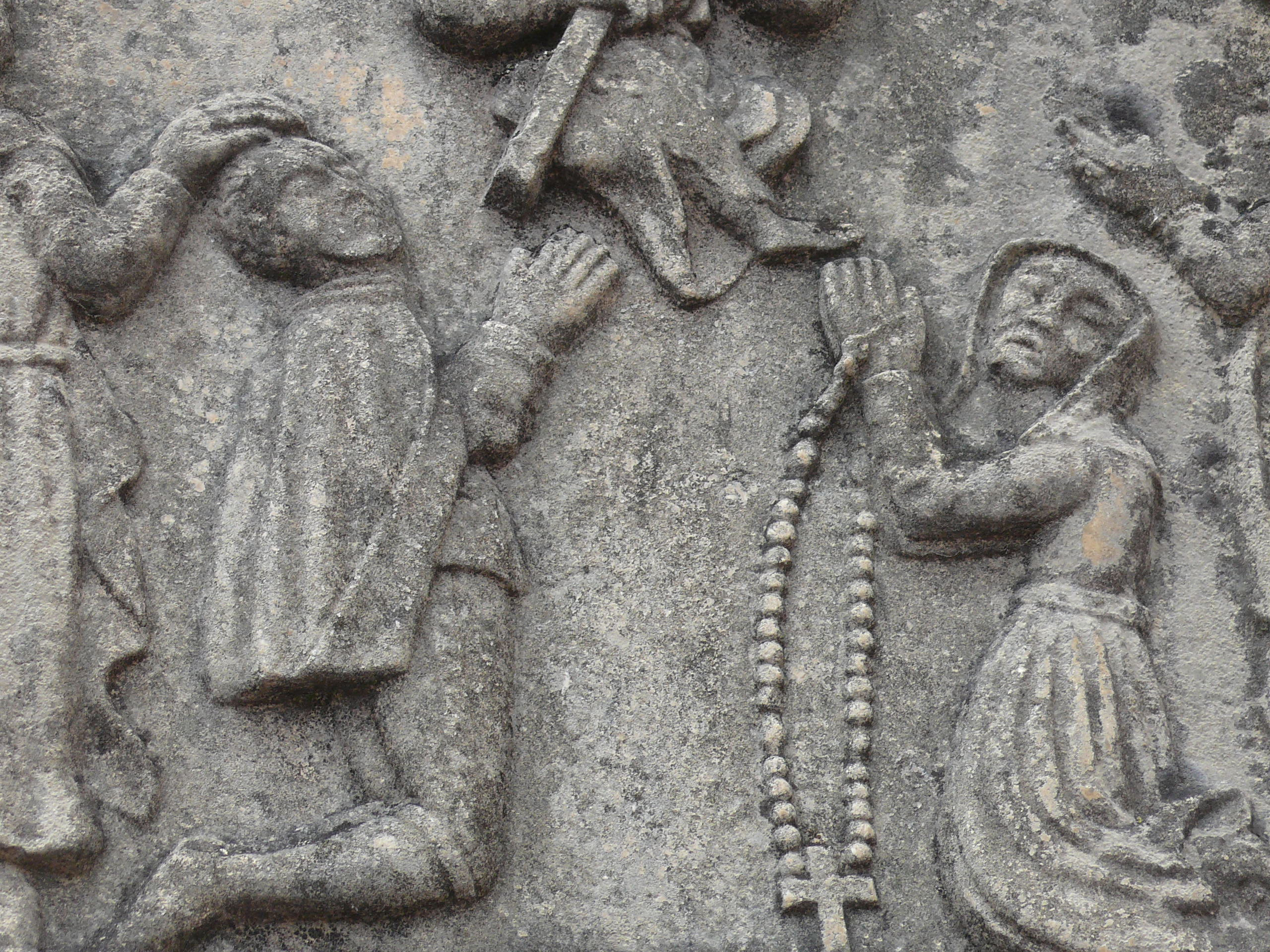
... et son bas-relief.
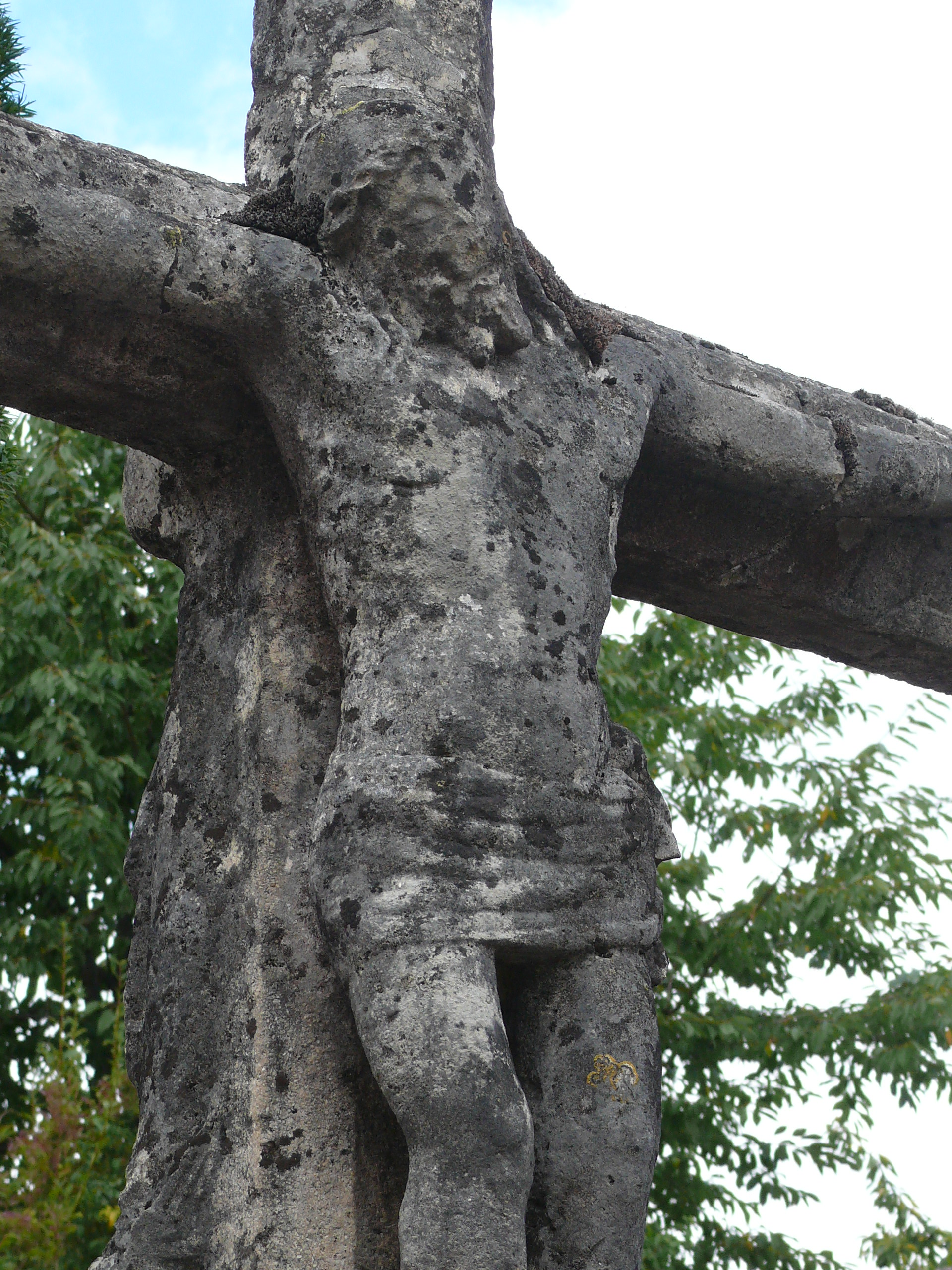
Détail de la croix de chemin.

On peut également signaler : 
- Église Saint-Laurent, qui abrite notamment deux autels latéraux à retables et plusieurs calvaires[25].

### Personnalités liées à la commune
- Laurent Mangel, cycliste professionnel, né en 1981.
- Jacques Bardenet, général et homme politique vivat à Montigny-lès-Vesoul.

### Héraldique
| Blason de Montigny-lès-Vesoul | Blason  | Parti d’or à trois bandes de gueules ; et d’azur à trois broyes d’or l’une sur l’autre, au chef d’argent chargé d’un lion issant de gueules ; sur le tout de sinople à la chapelle abbatiale mouvant du flanc dextre, ouverte et ajourée de sable, prolongé jusqu'au flanc senestre d’une muraille avec fontaine adossée et passage montant l’ensemble d’argent posé en perspective. |
| Blason de Montigny-lès-Vesoul | Détails | Le statut officiel du blason reste à déterminer. |